# الثروة السمكية في مصر

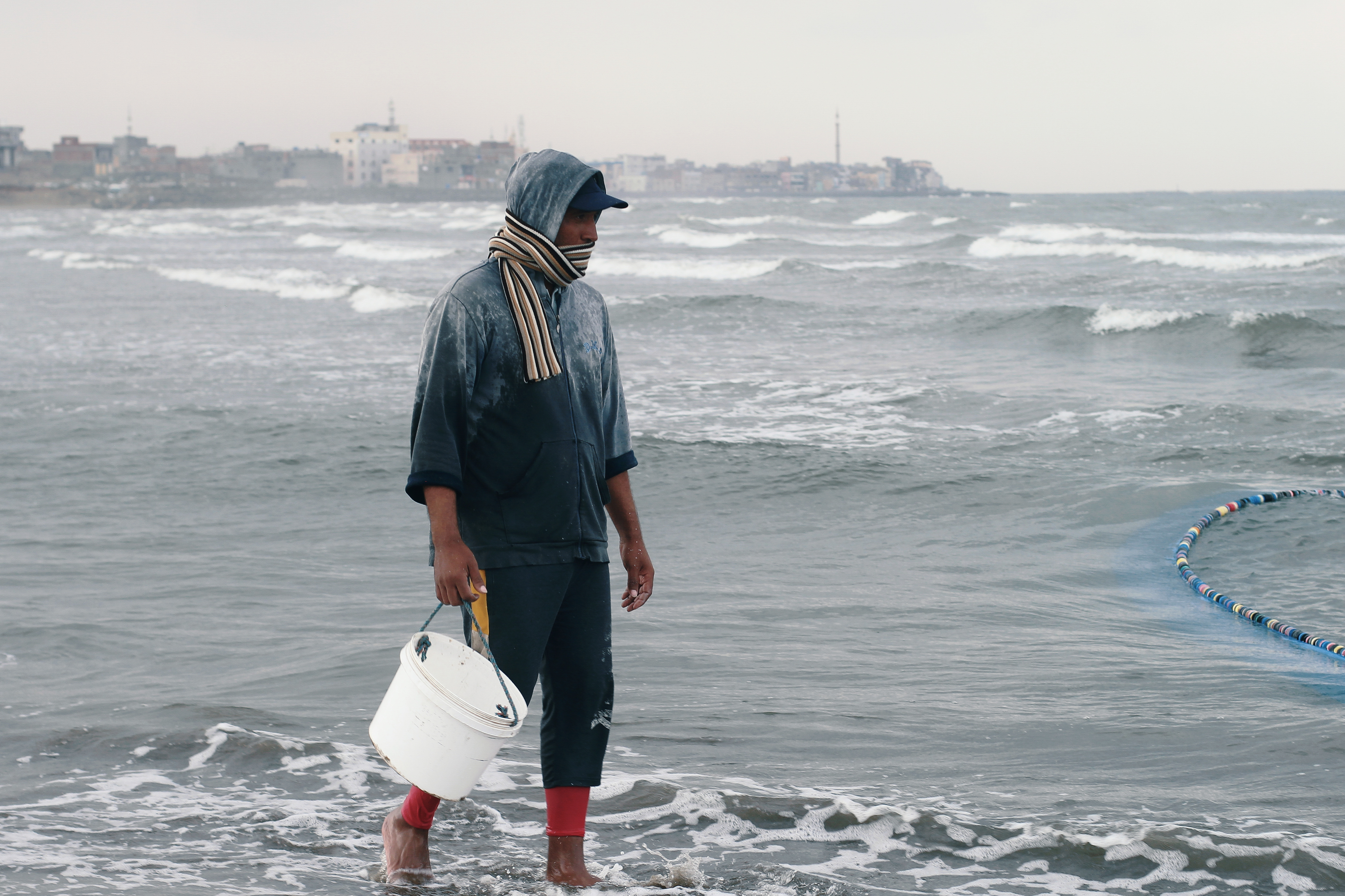
وفي مصر مساحات واسعة صالحة للصيد تصل إلى ألف كيلومتر

الثروة السمكية في مصر تعتبر الثروة السمكية في مصر واحدة من أهم مصادر الدخل القومي، وكذلك تعتبر مصدر من مصادر البروتين الآمن والذي يوفر الاحتياجات الغذائية داخلياً وينمي صناعات أخرى بجانبه.
وتشغل المصايد السمكية في مصر مساحات شاسعة تزيد على 13 مليون فدان، وبما يعادل قرابة 150% من الأرض الزراعية بها، وتتنوع هذه المصادر بحسب طبيعتها، فمنها البحار، كالبحرين الأحمر والمتوسط، ومنها البحيرات وتشتمل على بحيرات المنزلة، والبرلس، والبردويل، وإدكو وقارون ومريوط والبحيرات المرة، وملاحة بور فؤاد، ومنها أيضاً مصادر المياه العذبة وتشتمل على نهر النيل بفرعيه والترع والمصارف.
وإذا كانت المصادر السابقة مصادر طبيعية، فإن الإنسان استحدث أخرى اصطناعية كبحيرة ناصر وبحيرة الريان، هذا بالإضافة إلى المزارع السمكية الموجودة في أنحاء مختلفة من مصر.

## المصايد البحرية
تبلغ مساحة هذه المصايد ما يزيد عن 11 مليون فدان، وتضم البحرين الأحمر والمتوسط، وعلى الرغم من المساحة الكبيرة التي تشغلها، فإن الإنتاج السمكي فيها ما زال متدنياً بالمقارنة بمساحتها.

### البحر الأحمر
تبلغ المساحة الصالحة للصيد في البحر الأحمر 4.4 مليون فدان، وتمتد شواطئها بطول ألف كيلو متر، حيث تشتمل على مناطق الطور ودهب بمحافظة جنوب سيناء، والغردقة بمحافظة البحر الأحمر، وداخل وخارج خليج السويس بمحافظة السويس.

### البحر المتوسط
تبلغ المساحة الصالحة للصيد في البحر المتوسط قرابة 6.8 مليون فدان وتمتد شواطئها بطول ألف كيلو متر، حيث تشتمل على مناطق بورسعيد وعزبة البرج في دمياط، وصيد المكس وأبي قير في الإسكندرية، ومطروح والعريش في محافظة شمال سيناء، ورشيد والمعدية في البحيرة وبلطيم في كفر الشيخ.
تحتل المصايد البحرية المرتبة الثانية من مصادر الإنتاج السمكي في مصر، حيث تشكل مصايد البحر المتوسط حوالي 11% من الإنتاج السمكي الكلي، ويأتي في مقدمتها المنطقة الممتدة من شرق الإسكندرية إلى بورسعيد بطول 360 كم، حيث تمتاز باتساع رصيفها القاري (16 – 72 كم)، بينما خليج السويس والبحر الأحمر ينتج حوالي 8.81% من الإنتاج الكلي سنوياً.

## أسباب انخفاض إنتاجية الأسماك في المصايد البحرية
تعود أسباب انخفاض إنتاجية الأسماك في المصايد البحرية يعود إلى عدة أسباب هي:

### بالنسبة للبحر المتوسط
ضعف الخصوبة، تبلغ نسبة الخصوبة في البحر المتوسط نصف خصوبة المحيط، كما أنه بحر مغلق ويستقبل العديد من الملوثات من الدول المطلة عليه.

### بالنسبة للبحر الأحمر
الاستغلال السيئ للاستثمارات السياحية التي تستغل الخلجان الشاطئية واللاجونات في إقامة قرى سياحية يقوم روادها بعمليات للغوص والصيد بدلا من استخدامها كمرابي طبيعية لإنتاج الأسماك، كما أن دورة تقليب المياه فيه تنتهي عند سواحله الشرقية، حيث شواطئ المملكة العربية السعودية واليمن وهو ما يقلل من فرص الصيد من شواطئه المصرية، لذا فإن يصبح إقامة المزارع السمكية هو الحل الأمثل لتعويض تغطية الزيادة في أعداد سكان مصر.

## البحيرات

### البحيرات الطبيعية
تعد من أخصب بحيرات العالم وأكثرها ثراء من حيث الغذاء الطبيعي المتاح للأسماك، كما تمتاز باعتدال جوها، ونظراً لهذه الظروف الطبيعية الجيدة، تعتبر هذه البحيرات من أخصب وأهم البحيرات الطبيعية للأصناف الهامة كالبوري والطوبار والدنيس والقاروص واللوت والثعبان والجمبري وغيرها، وعلى الرغم من توافر الظروف الطبيعية التي تضمن الإنتاج الوفير للإنتاج السمكي، ولكن إنتاج هذه البحيرات يتأثر بسبب البناء المستمر على البحيرة، وتغطيتها بالأحراش النباتية الكثيفة من البوص وغيره، هذا بالإضافة إلى عوامل التلوث المائي.

#### البردويل
تبلغ مساحتها حوالي 165 ألف فدان بطول 90 كيلو مترا وعرض يتراوح ما بين 1 ـ 22 كيلو متر، وتشمل مناطق صيد بئر العبد والعريش بشمال سيناء، وقد بلغ معدل الإنتاج في البحيرة خلال عام 2003، 3 آلاف و 250 طنا من الأسماك، وهو معدل غير مسبوق في تاريخها.
وتسعى اللجنة القائمة على تطوير البحيرة إلى تحقيق مبدأ الجودة والنوعيات الجيدة عن طريق زيادة حجم ونوعية أسماك الدنيس المفضلة للمستهلك الأوروبي، وفي هذا الإطار، تمكنت اللجنة من تطهير البواغيز حتى يتاح لها تبادل التيارات فيما بينها، إضافة الي تقنين عمليات الصيد بالبحيرة، وتحريم المخالفات، ومنع الصيد خلال فترة تكاثر الأسماك في البحيرة لأصناف الدنيس والقاروس وموسي والوقار والبوري والطوبارة في الفترة من أول يناير إلى نهاية أبريل، وهو ما يعرف بفترات المنع البيولوجي، مع حظر الصيد في مناطق المحميات البحرية داخل البحيرة، بالإضافة إلى تطوير الرؤوس الخرسانية وإقامة مفرخ بحري لإنتاج زريعة الدنيس والقاروس لتدعيم المخزون السمكي بالبحيرة، مع إنشاء صالتين لتصدير الأسماك، الأولي في منطقة بحيرة البردويل، والثانية في ميناء المعدية بالإسكندرية، وهذه الصالات تشمل صالات وقاعات لإرشاد المصدرين وتوعيتهم بالأسلوب الأمثل لقواعد التصدير.

#### ملاحة بورفؤاد
تبلغ مساحتها حوالي 25 ألف فدان، وتشمل مناطق صيد بحيرة ملاحة بور فؤاد بمحافظة بورسعيد.

#### البحيرات المرة
تبلغ مساحتها حوالي 76 ألف فدان، وتشمل مناطق صيد البحيرات المرة وبحيرة التمساح بمحافظة الإسماعيلية.

#### بحيرة قارون
تبلغ مساحتها حوالي 55 ألف فدان، وتشمل مناطق صيد قارون بمحافظة الفيوم، وتعد قارون من أكبر وأجمل المحميات الطبيعية في مصر، وتتميز البحيرة بعشرة أنواع من الأسماك هي البلطي، وسمك موسى البوري، الطوبار، الدنيس، القارومي، الجمبري، وثعبان الماء، والقرموط. ولكن على الرغم من كل ذلك فهي مهددة باستمرار عمليات الصرف الصناعي والزراعي في مياه البحيرة مما يهدد الثروة السمكية بالبحيرة وكذلك يمثل هواة الصيد الجائر خطراً على ثروات البحيرة الطبيعية.
وعلى الرغم من أن بحيرة قارون تمثل مصدرا مهماً للثروة السمكية في مصر، إلا إنها تعاني الكثير من المشاكل التي تهدد مستقبلها، وأبرز هذه المشاكل تجريف الزريعة التي يتم إلقاؤها في البحيرة مع بداية كل موسم، حيث يتم صيدها بشباك خاصة وبيعها بعد ذلك بأقل من قيمتها الحقيقية بكثير، لتستخدم كغذاء للحيوانات وهو ما يؤثر على كمية الأسماك بالبحيرة خاصة وأن هذه الشتلات تحتوي على أنواع كثيرة من الأسماك مثل الجمبري والبلطي، كما أن بعض هؤلاء الصيادين يستخدمون الحطاطات وهي من أدوات الصيد التي تتسبب في قتل الآلاف من أسماك الجمبري التي تتجمع في أماكن معينة بالبحيرة، ويتم ذلك بالطبع وسط غياب واضح لدور شرطة المسطحات المائية مما يتسبب في كثرة المخالفات وتفاقم المشاكل التي يسببها الصيادون غير المرخص لهم بالصيد في البحيرة.
ومن أبرز المشاكل الأخرى التي أثّرت على الثروة السمكية بالبحيرة، ارتفاع معدلات التلوث بالمبيدات والكيماويات التي تصب في البحيرة والتي تعتبر المنفذ الوحيد لمصارف الأراضي الزراعية ومياه الصرف الصحي في القرى المحيطة بها، وهو ما يترتب عليه استقبال الشاطئ يومياً لآلاف الأسماك النافقة التي هلكت نتيجة ذلك.
وقد قل إنتاج البحيرة من الأسماك النيلية مثل القرموط والثعابين والبني واللبيس والبياض، بسبب ارتفاع معدل البخر لاتساع رقعتها، مما أدى إلى ازدياد نسب الملوحة فيها فاقتربت بيئتها من البيئة البحرية، وفي المقابل ازدهرت فيها أسماك البوري والطوبار التي تنقل زريعتها للبحيرة بالملايين سنويا من مراكز تجميع الزريعة ببورسعيد ودمياط والسويس وجمصة، واشتهرت أسماك البوري الفاخرة من بحيرة قارون ببطارخها الكبيرة كما نجحت أيضا أقلمة أسماك الموس البحرية، وتم نقل زريعة أسماك الدنيس والقاروص وبعض القشريات (الجمبري) ونجحت تربيتها في بحيرة قارون وامتازت بسرعة النمو وجودة المذاق.

#### البرلس
تبلغ مساحتها حوالي 136 ألف فدان، وتشمل مناطق صيد بلطيم بمحافظة كفر الشيخ.

#### المنزلة
تقلصت مساحة البحيرة من 700 ألف فدان إلى 323 ألف فدان ثم إلى 130 ألف فدان، وتبلغ مساحتها الآن حوالي 100 ألف فدان، يصلح منها للصيد 30 ألف فدان فقط، وتشمل مناطق صيد (القبوطي) بمحافظة بورسعيد و (غيط النصارى) بمحافظة دمياط، وقد اضطر الصيادون هجرة البحيرة إلى الصيد بالبحرين الأبيض والأحمر، حيث أصبحت البحيرة تفتقر إلى المناخ المناسب للصيد الحر داخلها بعد أن تم تجفيف مساحات كبيرة منها وتقلصت مساحتها، وتغير المناخ بها في السنوات الأخيرة، حيث أصابها التلوث الناتج من مصرفي بحر حادوس وبحر البقر، بالإضافة إلي زيادة نسب ورد النيل والصيد الجائر للأسماك الصغيرة، وغلق فتحات البواغيز وبالتالي عدم دخول الماء المالح إلى البحيرة ومعه أنواع جديدة من الأسماك، وهو الأمر الذي يتطلب ضرورة فتح وتطهير بوغازي أشتوم الجميل القديم والجديد والهويس.
علاوة على قيام كبار الصيادين بفرض النفوذ والسيطرة على عمليات الصيد الحر بالبحيرة والتصدي لصغار الصيادين، وتنتج البحيرة الآن نحو 70 ألف طن سنويا منها 60 ألفا يتم نقلها إلى خارج المنزلة و 10 آلاف طن للاستهلاك المحلي.

#### إدكو
تبلغ مساحتها حوالي 17 ألف فدان، وتشمل مناطق صيد إدكو بمحافظة البحيرة.

#### مريوط
تبلغ مساحتها حوالي 16 ألف فدان، وتشمل مناطق صيد مريوط بمحافظة الإسكندرية.

### البحيرات الاصطناعية

#### بحيرة ناصر
تبلغ مساحتها حوالي 1.2 مليون فدان، حيث تعد أكبر مسطح مائي من المياه العذبة، وتشمل مناطق صيد بحيرة السد العالي بمحافظة أسوان، كما أنها تعد من أكبر البحيرات الصناعية في أفريقيا، ويعيش بها أكثر من 50 نوعا من الأسماك تتبع 15 عائلة، وأهمها أسماك البلطي النيلي البلطي الجاليلي والساموس (قشر البياض)، والبياض، والرابة، الشال، الليبس، وقد تم تقسيم البحيرة على أربع جمعيات وشركة واحدة.
وقد تم إنشاء 3 موانئ للصيد في غرب وجرف حسين وأبو سمبل، تستقبل لنشات الصيد لتوريد المنتج الي التجار، كما تم إنشاء 7 مفرخات سمكية في مناطق صحاري وجرف حسين وتوشكي وأبو سمبل.

#### منخفض الريان
ويشتمل على مناطق صيد الريان 1، 3 بمحافظة الفيوم.

## المياه العذبة
وتشتمل على نهر النيل وفرعيه والترع والمصارف بمساحة إجمالية تبلغ 178 ألف فدان.

## مشروع وضع خريطة للمصايد السمكية
يتولى المعهد القومي لعلوم البحار والمصايد القيام بعمل مسح لشواطئ البحرين المتوسط والأحمر لرسم خريطة للمصايد السمكية لاستكشاف مناطق صيد جديدة على أعماق مختلفة، وتقدير المخزون السمكي الحالي، ورفع إمكانيات الصيد المتاحة لزيادة عرض الأسماك في الأسواق.
وقد بدأت بالفعل السفينة التي يطلق عليها (سلسبيل) إجراءات المسح على شواطئ البحر الأحمر في مارس من عام 2004 ، أما السفينة الثانية والتي يطلق عليها (اليرموك) فتتولى مسح شواطئ البحر المتوسط.
ويشار إلى أن السفينتين المستخدمتان في عمليات المسح هدية من هيئة المعونة اليابانية (الجايكا) وقد قامت هذه الهيئة بتدريب طاقم السفينتين تدريبا جيدا. وتعتبر سلسبيل السفينة الوحيدة التي تصلح للقيام بمهمة الأبحاث ودراسة المصايد في المنطقة العربية المطلة على البحر الأحمر، وتم تسلم السفينتين في نوفمبر 1999، حيث قامتا بأول رحلة في يناير 2000، ومنذ ذلك التوقيت قامتا بمعدل ممتاز من الرحلات، واستطاعت هاتان السفينتان رسم خريطة لشكل البحرين الأحمر والمتوسط ولأول مرة رغم أنه تم رصد البحرين من الأقمار الصناعية من قبل، ولكن كانت هذه هي أول مرة تقوم فيها سفن أبحاث بهذا العمل.
وهما مجهزتان بشباك جر لأعماق مختلفة لتقدير المخزون السمكي واكتشاف مواقع تجمعات الأسماك الصالحة للصيد، كما أنهما مزودتان بأحدث أجهزة الرصد لتجنب الصيد الجائر وتحديد الإنتاج الأمثل المستمر دون استنزاف أو إخلال وما يتبعه من تحديد عدد المراكب وقوتها ونوعية الشباك وعدد الصيادين للسماح بتكاثر الأسماك، مع مراعاة العوامل الأخرى المساعدة ومنها الضغوط البيئية والملوثات المختلفة مثل الصرف (الصحي والصناعي والزراعي).
ويعتمد عمل «اليرموك» في مسح شواطئ البحر المتوسط على رصد التجمعات السمكية في المياه العميقة والمتوسطة، بالإضافة إلى تحديد أماكن ومواسم توالد الأنواع المختلفة من الأسماك على طول السواحل لمنع صيدها خلال فترة توالدها، وكذلك دراسة توزيع وانتشارها بهدف تنظيم المصايد، حيث يمكن عمل خرائط استرشادية يمكن من خلالها توجيه أسطول الصيد التجاري للأماكن الأكثر عمقاً، حيث توجد مجاميع الأسماك بكثافة اقتصادية يساعد استغلالها على زيادة الإنتاج السمكي، وتطوير طرق ومعدات الصيد المستخدمة في صيد الأسماك السطحية والقاعية وتحديد المعدلات المثلى لاستغلال مخزون الأسماك ومنع صيد الصغيرة قبل قيامها بعمليات التوالد.
وكانت اليرموك قد بدأت تنفيذ برنامجها البحثي في نهاية صيف عام 2000، حيث قامت برحلات إلى الشرق حتى سهل الطينة وإلى الغرب من الساحل حتى سيدي براني، كما أجرت عمليات للصيد في خليج أبو قير وأمام البرلس ودمياط في الشرق وأمام العلمين ورأس الحكمة وسيدي براني غربا. بينما يتضمن عمل «سلسبيل» تأثير الصيد من القاع علي التنوع البيولوجي بعيدا عن الشعاب المرجانية في خليجي السويس والعقبة وجنوب البحر الأحمر من رأس بناس وأبو داره، ويتبع ذلك عمليات بحث لحجم الأسماك ومعرفة الأعماق التي توجد عليها، وطبيعة القاع، ثم عمليات الفرز وتصنيف الأسماك، ودراسة الأصناف السائدة في كل منطقة على حده، وتحديد المخزون الكلي لكل منها، وكذلك دراسة تأثير الأنشطة البشرية كالغوص والألعاب المائية وغيرها من الأنشطة السياحية وغير السياحية على البيئة.
وقد أشارت النتائج الأولية للأبحاث التي أُجريت في الفترة من عام 2000 وحتى العام 2003 إلى أن من بين الأسماك ذات القيمة الاقتصادية أمكن صيد 14 نوعا من الأسماك العظمية، ونوع واحد من الأسماك الغضروفية من المناطق الساحلية الواقعة شرق الإسكندرية، وتمت دراسة توزيع وانتشار هذه الأنواع علي طول الساحل المصري.
ومن أهم نتائج الدراسة اكتشاف أنواع من البكتيريا المعدية في بحيرة إدفو، تبين بعد تحليلها أنها تصيب الصيادين الذين يقومون بالغطس في البحيرة بعدة أمراض، وتأتي هذه البكتيريا من المصبين الموجودين عند البحيرة، حيث مياه الصرف الصحي والزراعي والصناعي، وفي هذا الإطار، تحذر الدراسة الصيادين من أن يغطسوا في المياه بأنفسهم حتى لا تصيبهم هذه البكتيريا.
ولا يصيب هذا النوع من البكتريا لحم السمك، وإنما يصيب الأحشاء والرأس والجلد، لذا ينصح المواطنين بأن ينزعوا هذه الأجزاء من السمكة قبل طهيها، وأن يهتموا بطهي السمكة جيدا. بعض المشكلات التي تواجه المصايد في مصر: وهذه رسالة من أحد القراء (بستاني نعمان التلباني) عن مزارع أسماك المياه المالحة الممتدة بين دمياط وبورسعيد، يقول: هذه المزارع لا تحظى بأى إشراف أو دعم فني أو معلومات من هيئة الثروة السمكية بالنسبة لأنواع الأسماك المناسبة وكثافة السمك في الأحواض والعلف وعلاج الامراض والتسويق، حتى الكتيبات المتاحة كلها عن أسماك المياه العذبة والجميع يمارسون التربية بشكل اجتهادي بحت ! ويحصلون على الزريعة من المخزون الطبيعي الذي يتناقص عاما بعد عام بواسطة تجار جشعين وصيادين أغبياء لا يفكرون في الغد الذي ستنضب فيه موارد مصر السمكية، وهذه المزارع تعمل فرادى بلا تنسيق أو تعاون، مثلا : بدلا من توفير محطة صرف ضخمة عند نهاية كل مصرف بحيث يتفرغ أصحاب المزرعة لأعمال التربي! والتغذية والحصاد، فإن كل مزرعة تنشئ بئرا وحلزونة أو ساقية للري بالإضافة إلى ماكينات لنزح مياه الأحواض وقت الحصاد، أما كان الواجب إنشاء هيئة لإمداد المزارع بالعمال والخفراء بحيث تكون مسئولة عن متابعتهم ومحاسبتهم؟ حيث أن أكثر مشكلة تقابل كل صاحب مزرعة بعد عامين من التعب والمصاريف هي قيام العمال الذين يستأجرهم من أي مكان بسرقة المحصول ! ولذلك فإن غالبية المزارع ما بين شطا والديبة خاسرة.